# Lex van Weren
Samson (Lex) van Weren (Den Haag, 13 maart 1920 - Amsterdam, 31 juli 1996) was een Nederlands trompettist, dirigent en arrangeur.

## Biografie
Lex van Weren kwam uit Den Haag, maar groeide op in Amsterdam. Hij begon voor de Tweede Wereldoorlog, in 1935, op veertienjarige leeftijd in het orkest van Bernard Drukker. Hij was autodidact, speelde al van jongs af aan, had wel wat lessen van Jo Lensky (broer van violist Boris Lensky) gekregen. Het betekende wel het vroegtijdig einde van zijn mulo-opleiding. Op achttienjarige leeftijd kwam hij in dienst bij Heck op het Rembrandtplein bij John van Brück; zijn vader was er zaalchef. Zijn loopbaan stokte als gevolg van de anti-Jodenmaatregelen in de Tweede Wereldoorlog.
Na die jaren trok Van Weren Europa in via onder meer variétéorkesten, onder meer dat van Erwin Steinbacher. Vandaar uit kon hij na een proefperiode leiding geven aan het City-theaterorkest, alwaar hij tussen 1957 en 1966 aan verbonden zou blijven. Voordat de hoofdfilm begon, traden artiesten op die door het orkest 'in de bak' werden begeleid. Verder speelde Van Weren jarenlang trompet voor radio en televisie, die toen in opkomst was. Grote populariteit verwierf hij met het belangeloos optreden voor charitatieve doeleinden, waarbij de Nacht van de Witte Bedjes vermeld dient te worden. Wegens zijn grote verdiensten voor de Nederlandse lichte muziek behoorde hij in 1964 tot de eersten die van stichting Conamus een Gouden Harp ontvingen. In 1966 kwam er een eind aan dat orkestje, de directie zag in het gezelschap geen (commerciële) toegevoegde waarde meer. Van 1967 tot 1969 was Van Weren bedrijfsleider (zelf zei hij administratie en organisatie) van het Rembrandttheater. Daarop volgde een periode de Tilexbar op de hoek Waalstraat en Jekerstraat en Merwedeplein, in dat café hing jarenlang zijn kornet.
Na zijn pensionering dirigeerde Van Weren bij de amateuroperettevereniging Kunst & Vriendschap en speelde hij kleine rollen en trad hij op als 'edelfigurant' in diverse films. Zo was hij in 1991 te zien als de vader van de in politiedetentie gestorven kraker Hans Kok in het docudrama van Barbara den Uyl In Naam der Wet (Van der Hoop Films, Amsterdam).

## Tweede Wereldoorlog
Bijna even bekend als musicus is Lex van Weren sinds 1980 bekend vanwege zijn rol als trompettist in het vernietigingskamp Auschwitz. Na jarenlang zwijgen haalde Dick Walda hem in 1980 over om zijn persoonlijke geschiedenis als gevangene nummer 163848 te vertellen. Toen hij als Jood en musicus buiten de maatschappij werd gezet, werd hij trompettist in het Joodsch Symphonie Orkest onder leiding van Albert van Raalte. Via dat orkest kwam hij in contact en bij de Joodse Raad om in de Hollandsche Schouwburg kinderen van opgeroepenen te vermaken. Met Jo Spier maakte hij wandelingetjes met de kinderen en die in de naastgelegen crèche zaten. Tijdens die wandelingetjes verdwenen altijd een paar kinderen, de zogenaamde Kindersmokkel Hollandsche Schouwburg, onder meer bedacht door zijn 'baas' Walter Süskind. In de herfst van 1943 werd Van Weren in verband met de ontdekte smokkel opgepakt en naar Kamp Westerbork (orkestje onder leiding van Martin Roman) gezonden. Via dat kamp werd hij op transport gezet naar Auschwitz-Birkenau alwaar hij een oude versleten hoorn in handen kreeg gedrukt. Hij werkte daar vanuit het buitenkamp Janina in de kolenmijnen. Daar werd hij ingeschakeld om de kampleiding en soms ook medegevangenen muzikaal te vermaken. Van Weren werd vervolgens vastgezet in Auschwitz zelf in het kamp onder leiding van Franz Hössler, die hem enigszins beschermde buiten zijn grillen om. Toen de kampen ontruimd werd vanwege het naderende Rode Leger werd het orkest (in basis christelijk) overgeplaatst naar een kamp in Duitsland. Hij kon de hoorn inmiddels omruilen voor een korneten kon ervoor zorgen dat andere Joodse kampbewoners ook zitting kregen in de orkestjes. Hij belandde in februari 1945 ook in Dachau, alwaar hij in een trio kon spelen. Van Dachau ging het richting Mauthausen; tijdens dat transport kon hij ontsnappen en zich melden bij een Amerikaanse patrouille. In later leven begon dit allemaal zich te wreken, waarop Van Weren in therapie ging. Van een van de orkestjes was Adam Kopinzinsky dirigent. In mei 1989 schonk Lex van Weren zijn vanuit Auschwitz meegebrachte kornet vanuit de Tilexbar aan het Herinneringscentrum Kamp Westerbork.

## Privé
De ouders van Lex van Weren (Salomon (Sal) van Weren, koopman, en Rosetta Waterman, huisvrouw, en zijn broer Louis, vertegenwoordiger te Rotterdam, kwamen niet terug uit de Shoah. Zij werden op 22 oktober 1943 respectievelijk 21 januari 1944 in Auschwitz vergast. Hijzelf was al voor de Tweede Wereldoorlog verloofd met zijn latere vrouw Tilly (Teuntje Tijsse Heijnis, 1912-1990), met wie hij op 17 juli 1946 trouwde. In 1960 gaf hij opdracht aan architect Wilhelmus Johannes Klein (1916-1997) om een villa te bouwen in Buitenveldert (Ouborg 9); het kinderloze gezin verhuisde daar in 1961 naar toe.

## Opname
Vlak na de restauratie van het carillon van de Munttoren in Amsterdam was Bernard Drukker de beroemde bioscoop organist rond 1960 daar beiaardier en maakte in deze periode samen met het City Theater orkest olv. Lex van Weren een opname van de klokken van de Munt. Deze EP: 'Ít's in the air' werd door Phillips uitgegeven.
- Gemeinsame Normdatei: 118940929
- International Standard Name Identifier: 0000 0000 7902 1883
- Library of Congress Control Number: n80093292
- Nationale Bibliotheek van Tsjechië: xx0259539
- Nationale Bibliotheek van Israël: 987007269733505171
- Nederlandse Thesaurus van Auteursnamen: 069095922
- Virtual International Authority File: 79404709
- WorldCat: E39PBJjHc96jPjBdVRtXMWCvpP